# 로바니에멘 팔로세우라
로바니에멘 팔로세우라(Rovaniemen Palloseura, 약칭 RoPS)는 1950년에 창단된 핀란드 로바니에미의 축구 클럽으로, 현재 베이카우스리가에서 활동하고 있다.
이 팀은 2009 베이카우스리가 시즌에서 14위를 기록하면서 위쾨넨으로 강등되었다가 2010 시즌에서 1위를 차지, 다시 베이카우스리가로 승격되었다.

## 성적
- 핀란드 컵
  - 우승 1회 (1986)
  - 준우승 2회 (1962, 1993)
- 핀란드 리그컵
  - 준우승 1회 (1996)